# Szent István-székesegyház (Passau)
A passaui Szent István-székesegyház, másik elterjedt nevén passaui dóm (németül: Dom Sankt Stephan) a Passaui egyházmegye püspöki székhelye és főtemploma. A székesegyház az óváros legmagasabb pontján, az Inn és a Duna összefolyása között épült, 13 méterrel a Duna fölött és 303 méterrel a tengerszint felett. A tűzvész után 1668-ban újjáépített passaui dóm az egyik legnagyobb barokk székesegyház az Alpoktól északra. Legfőbb nevezetessége a világ legnagyobb templomi orgonája.

## Története
A jelenlegi épület helyén a kora középkor óta többször is építettek püspöki templomokat. A háromhajós székesegyház jelenlegi helyén öt különböző építési időszakról van bizonyíték.
720 körül egy Szent István vértanúnak szentelt agilolfing-karoling templomot alapítottak a Szent Szeverin keresztény közösség római kori Batavium temploma (Kr. u. 450) helyén. 739-ben Szent Bonifác a római egyházjog alapján megalakította a passaui egyházmegyét, így Passau lett a püspöki székhely, a templom pedig az egyházmegye székesegyháza. Az agilolfing-karoling épület a II. Ottó császár által 977-ben és 978-ban Passau ellen vezetett két ostroma során elpusztult.
Szent Piligrim püspök idejében alatt új, háromhajós püspöki templomot építettek ikertornyos westwerkkel. A legújabb kutatások szerint a hajó és a kórus tengelyirányának meghatározására, azaz keletelésére 4 nap eltéréssel, 982. március 8-án és 12-én került sor. A hajó és a kórus középső tengelyének ez az akkoriban szokásos külön meghatározása ma is megfigyelhető a két rész közötti 2,91°-os eltérésként. A kórus mint első építési szakasz ünnepélyes felszentelésére 985. augusztus 5-én került sor. Ez a felszentelési dátum ma is érvényes, mivel a későbbi építési fázisokat, amelyeket mindig csak bővítésnek vagy felújításnak tekintettek, nem követte a teljes székesegyház felszentelése.
Az épület egy háromhajós, hatboltozatos bazilika volt, nyugati oldalán két tornyú homlokzattal; a kereszthajó és a kórus kialakítása nem világos. Az épület a 33-as rácsmértéket követte, az oldalhajók 33 x 33 láb, a főhajók 33 x 44 láb méretűek, a hajó teljes hossza a kereszthajóig 33 öl, azaz a Megváltó földi életének évei számához igazodott. A 985-től 1120-ig terjedő időszakról nincsenek információk az épület történetéről; Altmann püspök (1065–1085) Szent Miklós-templomalapításának hangsúlyozása és az ezt követő invesztitúraharc az egymással szemben álló, 1115-ig Passauban tartózkodó püspökökkel kellően megmagyarázza ezt.
A korai gótikus székesegyház 1221 és 1313 között épült, amikor a templomhajót átépítették és a nyugati homlokzat tornyait megmagasították. A késő gótikus keleti rész (kórus, négyezeti torony és a korai gótikus hajó magasítása) 1407 és 1598 között készült Hans Krumenauer építőmester és utódai, Ulrich Seidenschwanz (1439-től), Jörg Windisch (1466-tól) és végül Hans Glapsberger által a 16. században.
A jelenlegi, mintegy 100 méter hosszú olasz barokk épületet az 1662-es tűzvész után 1668 és 1693 között építették fel. 1664 tavaszán megválasztott új hercegpüspök, Wenzeslaus von Thun und Hohenstein (1664-1673) feladata volt az újjáépítés megkezdése, aki megválasztása előtt a salzburgi székesegyház provizora volt, így sok tapasztalattal érkezett onnan, ami magyarázhatja a két épület közötti hasonlóságokat. 1673. január 8-i haláláig rendkívül a szívén viselte az építkezést. Erről árulkodik az 1671-es építési baleset során tanúsított magatartása is, amikor két pillér leomlott, és magával ragadta három oldalhajó boltozatát, ő lemondott a kivitelezővel szembeni szokásos felelősségre vonás igényéről, és új szerződést kötött, amely most már az összes pillér terméskövekből történő újjáépítését is tartalmazta. Feltehetően a megrendelő halálának idejére az építkezés már a boltozatlan hajó magasságáig haladt előre. A következő herceg-püspök az épület héjazatát folytatta. 1674-ben az épületet tető alá hozták, és elkészülhettek a boltozatok. A középhajó innovatív függesztett kupolaboltozatai és az oldalhajók nyolcszögletű sisakkupolái a felelős tervező építészeti felfogásáról tanúskodnak. Ugyanebben az évben az északi torony tető alá került. A déli torony és a templom homlokzata szintén 1675-ben készült el.
A korábbi épületek közül csak a késő gótikus keleti rész maradt meg. Hans Krumenauer eredetileg háromhajós, késő gótikus kórusát, a kereszthajót és a négyezeti tornyot beillesztették az új épületbe. Az oldalhajók két gótikus oldalapszisát és az úgynevezett Ortenburger-kápolnát mint a kereszthajó egykori oldalkápolnáját a barokk átalakítás során már nem integrálták a templombelsőbe, de külső szerkezetükben, pl. a régi rezidenciára vezető lépcsőházban nagyrészt megmaradtak. Az átfogó tervezést Carlo Lurago Pellio Superioréból származó prágai vlach építész végezte, aki addigra Prága egyik meghatározó építésze volt. Legfontosabb munkatársai, Francesco della Torre és Giovanni Battista Passerini, mindketten kőfaragó mesterek, a szomszédos Ramponia faluból érkeztek. Mindhárman a Como megyéből származó kőfaragók és kőművesek hagyományos iskolájához tartoztak, amelyet Comasco-iskolának neveztek. Mint mesterek, 1663-ban megkapták a prágai polgárjogot. A székesegyház kőművesmunkáit csak olyan mester végezhette el, akik a szerződés szerint barátságban álltak egymással, vagyis egyenlő arányban osztoztak a hasznon. A Prágai Város Levéltárban található feljegyzések nagy nehézségekről számolnak be. A végelszámolást egy építési szakértői bizottság intézte Giovanni Pietro della Torréval, Francesco fiával és utódjával, aki a királyi udvari kőfaragójaként tevékenykedett. A belső díszítést Giovanni Battista Carlone szobrász készítette, a freskókat Carpoforo Tencalla és Carlo Antonio Bussi festette.
A két nyugati tornyot 1895-98-ban Heinrich von Schmidt székesegyház-építőmester irányításával emelték meg. A tornyokat, amelyek tetején eredetileg lapos sátortető állt, kupolás-koronás nyolcszögletű felépítményekkel és balusztrádokkal egészítették ki, amelyek hűen követték az eredeti kupola kialakítását.
1928-ban a folyamatos javítási munkálatok miatt újra létrehozták az Állami Székesegyházépítő Központot. Az 1680-as városi tűzvész óta az első teljes belső restaurálásra 1972 és 1980 között került sor. A székesegyház teljes külső felújítására 2016-ban került sor.

## A dóm külseje

### Építészeti jellemzői

A dóm alaprajzán jól megfigyelhető a szentély és a hosszház közötti elhajlás

Az ikertornyos barokk homlokzat a székesegyház keleti oldalán, a székesegyház téren helyezkedik el. Az a tény, hogy két hatalmas, stilisztikailag különböző késő gótikus és barokk épület kívül-belül ilyen harmonikusan illeszkedik egymáshoz, és alkot egy kiegyensúlyozott egészet, különleges helyet biztosít a passaui dómnak a német kultúrkör összes székesegyháza között („barokk székesegyház gótikus lélekkel”). Carlo Lurago a gótikus szerkezet ellenére (csúcsmagasság 29 méter, a középhajó szélessége mindössze 12 méter) harmonikus barokk templombelsőt alkotott.
Nem utolsósorban a kupolák, valamint a csehboltozatok adnak az épületnek összetéveszthetetlen megjelenést. A nyugati tornyok nyolcszögletű felső szintjei a harangtornyokkal és a neobarokk kupolákkal csak 1896-ban épültek fel. A tornyok csak ekkor közelítették meg a székesegyház kupolájának 69 méteres magasságát. A késő gótikus, harangszerű négyezeti kupola a 18. századból származik, amikor az eredeti kupolát kicserélték.
A déli torony alagsorából egy kapu nyílik a szűk Zengergasséra, amely elválasztja az Alte Residenz-palotától (ma a kerületi bíróság székhelye). Ez a székesegyház déli oldalán halad végig a tőle keletre fekvő Residenzplatzig. Innen jól láthatóak a késő gótikus kórusépület filigrán támpillérei. Az északi kereszthajó keleti végén áll a kecses, nyolcszögletű, késő gótikus Szent István-torony, amelyet a templom védőszentjének alakja koronáz.
A Zengergasséból a Residenzplatzra vezető kijáratnál a déli kereszthajó keleti támpillérének koronázópillérként kialakított kialakítása szerkezeti szempontból érdekes és a 15. században egyedülálló. Erre a szokatlan konstrukcióra azért volt szükség, hogy a püspöki rezidenciához való bejutás szabad maradjon a kocsik számára, amelyek nem tudtak megfordulni a szűk sikátorban. 1967-68-ban a szerkezeti biztonság érdekében vasbetonszerkezetet építettek a koronás oszlop alá, amelyet végül 2006 és 2007 között öt darab, akár 12 méter hosszú rozsdamentes acélból készült kötőrúddal helyettesítettek.

### Homlokzat

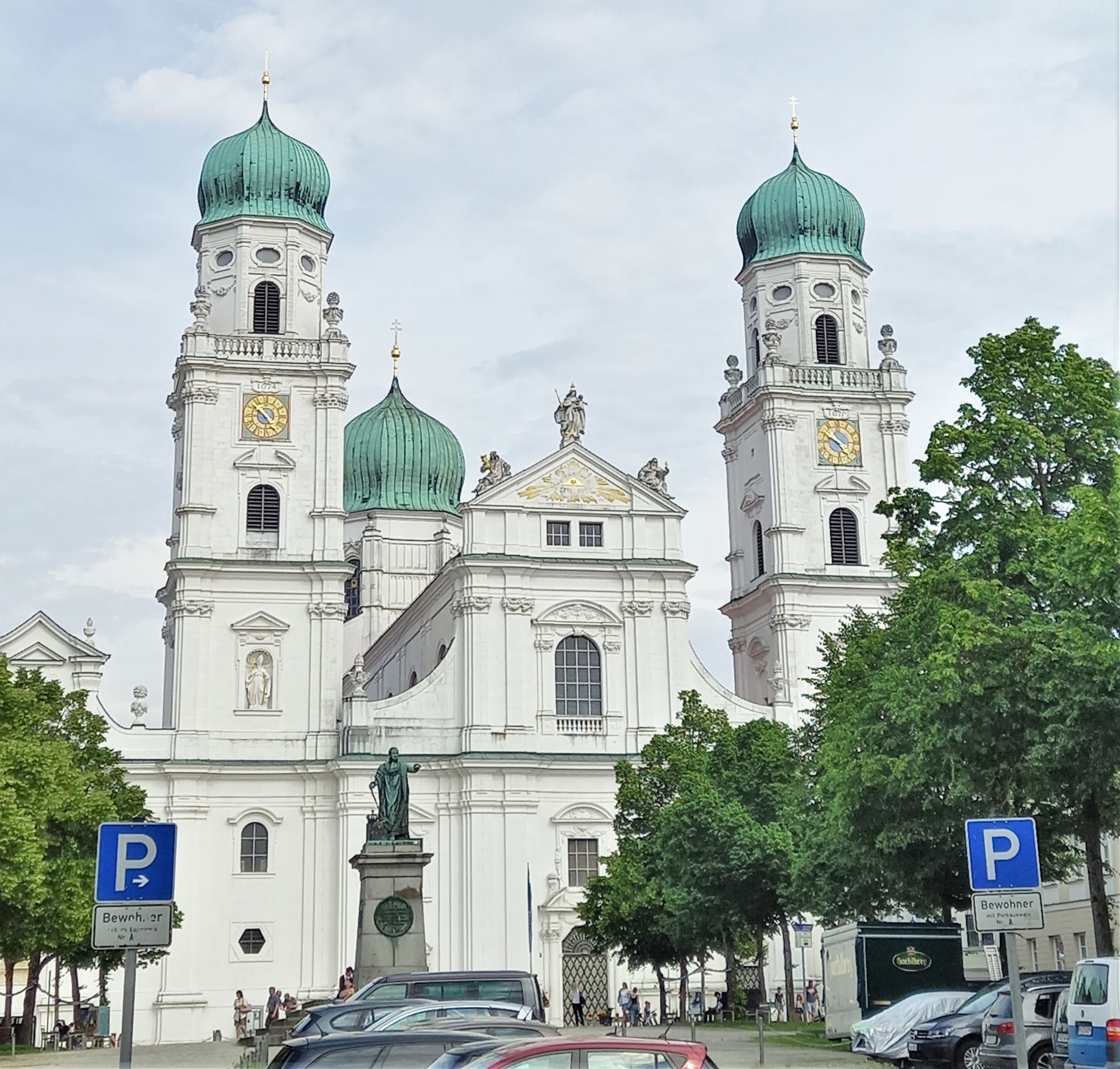
A dóm felújított homlokzata

Míg a keleti rész, a négyezeti torony és a kereszthajó nagyrészt megőrizte késő gótikus külső megjelenését, a széles nyugati homlokzatot a két toronnyal teljesen átépítették. Az enyhén kiugró és ívelt nyeregtetős homlokzat kívülről a hajó bazilikális elrendezésére enged következtetni. A székesegyház fehér mésszel mázolt homlokzatát füzérekből, virágfüzérekből, angyalfejekből és maszkokból álló visszafogott díszítés jellemzi.
A hatalmas, olaszos barokk stílusú, kettős tornyú homlokzat öt részre tagolódik. A torony alsó szintjei hátrébb húzódnak, és a főhajó tolódik a legmarkánsabban előre. Az egész homlokzatot átfedő pilaszterek tagolják, amelyek a középső részen kettesével állnak. A főemeletet és a nyeregtetőt ívelt párkány választja el. Az ablakok mérete belülről kifelé és alulról felfelé növekszik. A főportált pillérek szegélyezik, és tört oromzattal, míg a nyeregtető ablakát szegmensíves oromzattal és egymásra helyezett pilaszterekkel keretezik. A középső homlokzat másidik szintjén található a legnagyobb ablak, amely egy négyzet és félkör összeillesztésének feleltethető meg. Harmadik emelete sokkal alacsonyabb az előző kettőnél, ezt egy ellapított háromszögletű timpanon zárja le a padlástér felől, benne a Szentháromság szimbólumával. A tetején 3 szobor található, középen Szűz Mária alakja látható a Kis Jézussal, mint Bajorország Patrónája.
A tornyok a második emelettől felfelé szabadon állnak. A négyzetes alaprajz feletti emeleteken az oszloprendek klasszikus sorrendje látható: alul toszkán, középen ión, felül pedig korinthoszi pilaszterek találhatóak, ezek szélessége a csúcs felé haladva csökken. A toronyszintek nyílásait változatos formájú felső párkányok keretezik: az alsó kis kerek ablaknak íves tetőzete van, a fölötte lévő figurafülke háromszögű nyeregtetővel, a harmadik emelet hangablaka pedig tört nyeregtetővel rendelkezik. A negyedik toronyszintet egyenlő oldalú nyolcszög alakpúra tervezték. A jellegzetes bajor hagymakupolához és a balusztrádhoz hasonlóan neobarokk stílusban épült 1895-98 között. A homlokzaton a lábazat domborműve és a szobordíszítés szintén ebből az időszakból származik.
Az eredetileg hófehér homlokzat fokozatosan beszürkült, végül 15 év vitát és egyeztetést követően 250 év után először 2016-ban ismét kifestették a dóm külsejét. A meszelés előnye, hogy a gyenge pontokat könnyebben láthatóvá teszi, így a kőművesek azonnal tudják, ha valahol víz gyűlik össze, vagy egyéb károsodástól kell tartani. Ahol az épület téglából készült és egyszerűen vakolt, ott a munkások még egy cég által speciálisan erre a célra készített festékkel is lefestették az érintett területeket.

### Udvar és kápolnák

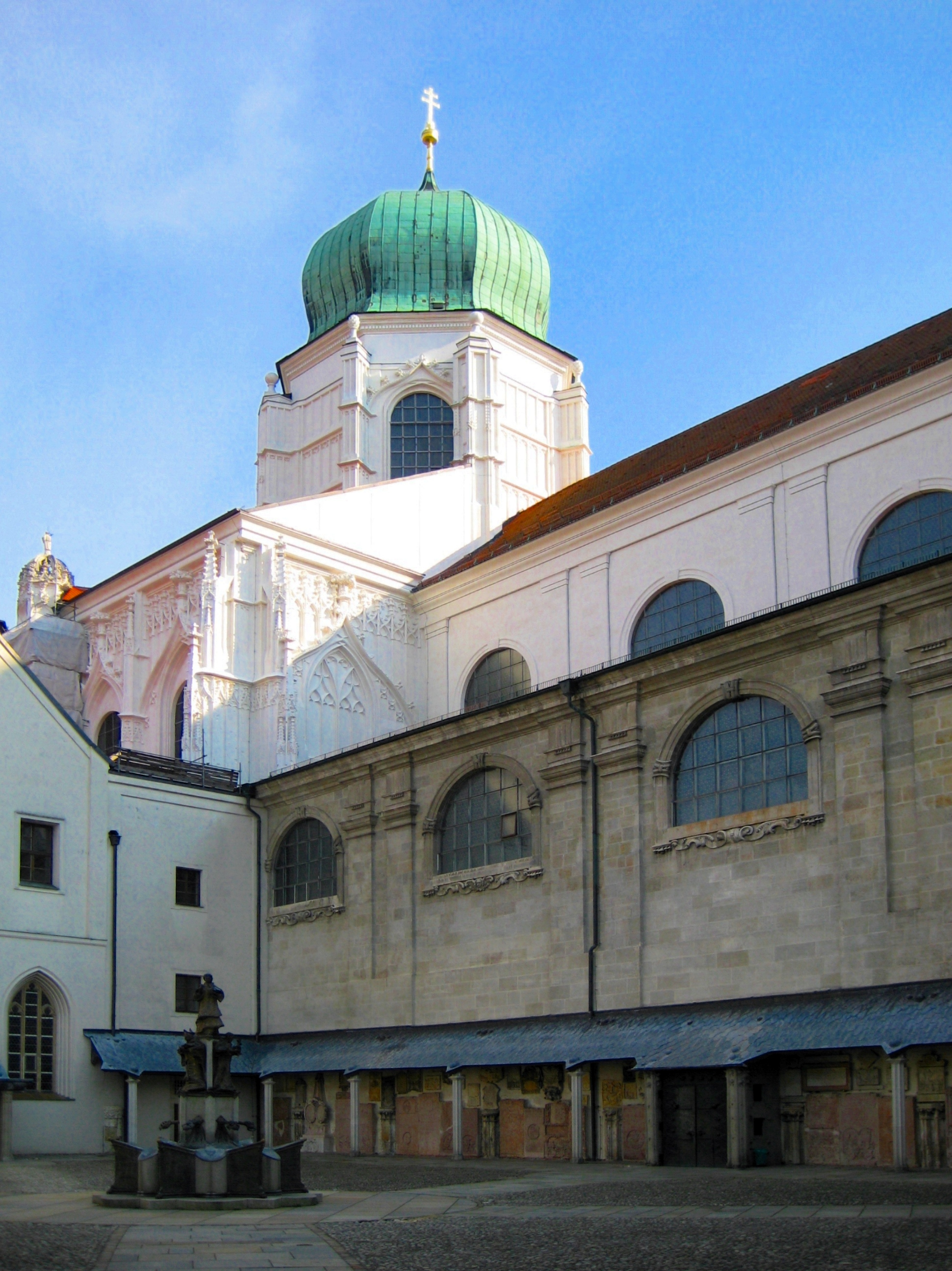
A Domhof és a síremlékek. A háttérben jól látható a székesegyház gótikus és barokk része közötti átmenet

A székesegyház északi oldalán egy nagy méretű udvar, a Domhof található. A gótikus portállal ellátott egykori székesegyházi kerengő a 739-ben oklevelesen dokumentált székesegyházi kolostor maradványa. A kerengőt 1812-ben lebontották. Az itt található sírkövek 1961/1962-ig a Szent András-kápolnában voltak, de a legtöbbjük eredetileg az 1812-ben lebontott kápolnából származik. Az eredeti tíz kápolnából mára már csak négy maradt fenn.
A tér keleti oldalán található a Szent András-kápolna, amely 1300 körül épült, és Bajorország egyik legrégebbi csarnoktemploma. A számos sírkő arra utal, hogy eredetileg a kanonokok temetkezési helyeként szolgált, ezért az urak kápolnájának (Herrenkapelle) is nevezik. A bordás keresztboltozatú kórust Hans Krumenauer készítette 1414-ben. A Szent András-kápolnától keletre található a késő gótikus Erasmus-kórus.
Közvetlenül a Szent András-kápolnától délre található a Sixtus-kápolna, amelyet Ortenburg-kápolnának is neveznek. Ebben található IV. Henrik ortenburgi gróf sírja. A székesegyház udvarának nyugati oldalán található a Trennbach-kápolna, másik nevén Orbán-kápolna Urban von Trennbach püspök gótikus sírjával, valamint a Lamberg-kápolna vagy Salvator-kápolna Johann Philipp von Lamberg bíboros sírjával.
A Trennbach-kápolna és a székesegyház északi tornya között találhatók a Corpus Christi-kápolna maradványai, amelyről 1317-ből származik az első dokumentum. A kápolna portálja a mai napig megmaradt, de a 17. században a barokk északi torony építésével jelentősen lecsökkentették a méretét, és ezután már nem használták kápolnaként. Ma főként raktárként használják. Balra tőle egy gótikus portál található, amely a székesegyház bejárataként szolgál a szentmisék idején, amikor a nagy portálok zárva vannak.
A Szent Anna-kápolna a székesegyház jelenlegi északi bejáratával szemben, a székesegyház kerengőjében helyezkedett el. Mautner Ludwig auf dem Stein építtette 1343-ban. 1609-ben a Schätzl bárók a Szent Mihály-kápolnát a székesegyház kerengőjének északi szárnyán emelték. Mindkét kápolnát 1813-ban lebontották.
A székesegyház kerengőjének nyugati oldalán lévő Mindenszentek és Szent Erzsébet kettős kápolnáját szintén 1813-ban bontották le. Ezek a kápolnák 1300 után épültek, és magukba foglalták késő gótikus elődeik egy részét. A gótikus keresztelőmedence, amely ma a Szent András-kápolnában található, eredetileg ebből a kettős kápolnából származik, ami arra utal, hogy eredetileg a régi székesegyház keresztelőmedencéjeként használták. A kettős kápolna pincéje megmaradt, és ma a székesegyház udvarának átalakítása során talált csontok osszáriumaként szolgál, bár be van falazva és nem látogatható.

## A dóm belseje

### Stukkók és freskók

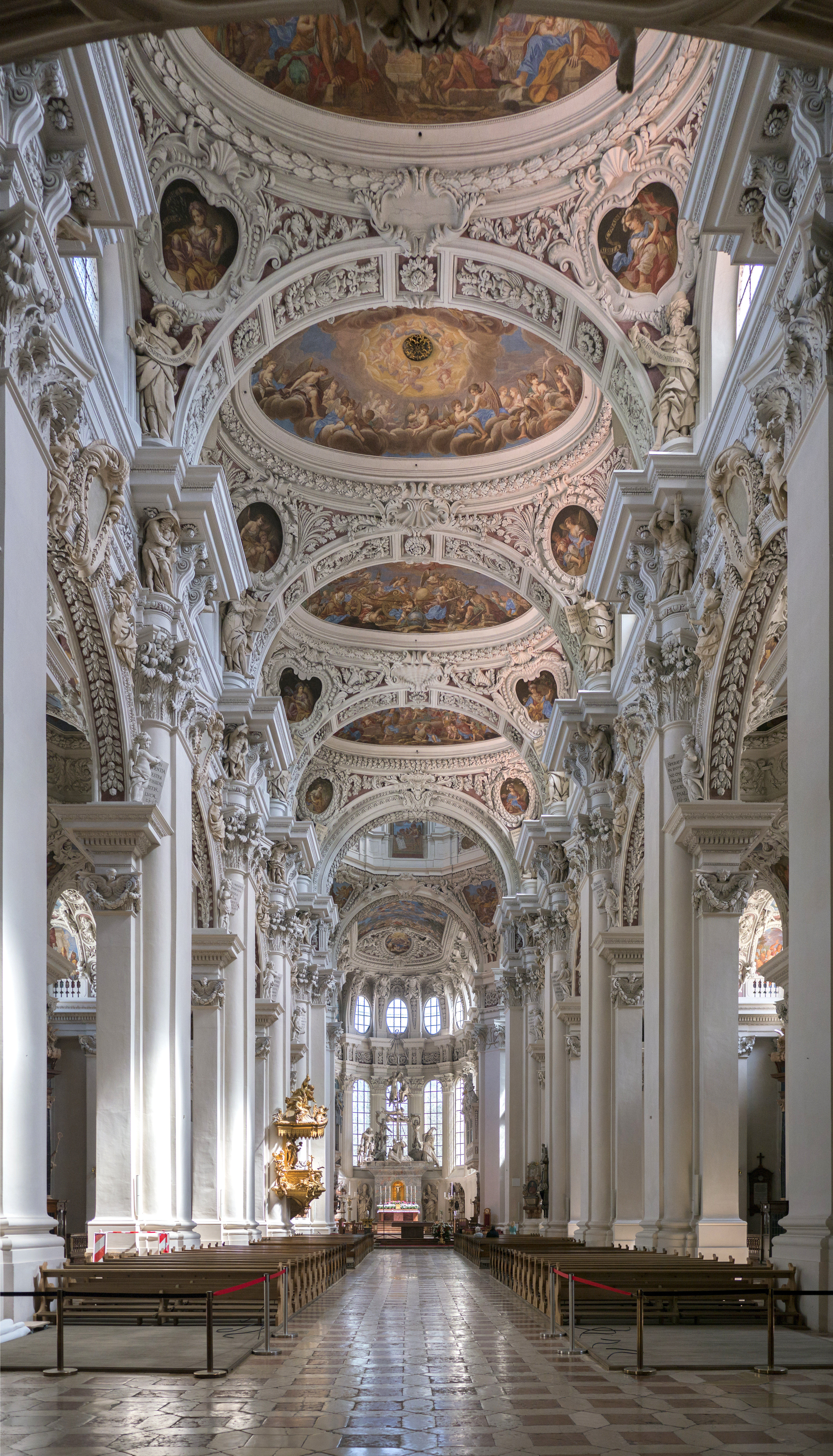
A dóm főhajója és mennyezeti freskói

A belső térben Giovanni Battista Carlone szobrász pazar stukkói dominálnak, amelyeket számos figurális ábrázolással látott el. A kórus boltozatán található atlaszok sora különösen látványos. A főhajóban Carpoforo Tencalla 1679 és 1684 között készült freskói láthatók, amelyek a négyezeti kupola freskójában és a kórusfestményben csúcsosodnak ki. A boltozatok legnagyobb belső magassága 29 méter. Carlo Antonio Bossi 1688-ban vette át az oldalhajók kupoláinak festését. A freskók programját az akkori linzi esperes, Johann Bernhardin Gentilotti határozta meg. Ezek leírása nyugatról kelet felé haladva következik.
Az empórium boltozatát a zenének szentelték. A középhajó fennmaradó öt boltozatában a stukkók a mennyezeti festményekhez tematikusan a négy erényt (allegorikus női alakokként), valamint tekercset tartó kerubokat és ószövetségi prófétákat rendelnek. A tekercsek az adott mennyezetfreskókra utalnak.
Az első boltozat mennyezetfestménye a kereskedők kiűzését ábrázolja a templomból. Jeremiás, Ámosz, Jónás és Jób próféták, valamint a bűnbánat, az alázat, az igazság és az engedelmesség erényei tartoznak hozzá.
A második boltozat freskója a mózesi áldozati szertartás Eucharisztiával történő felváltását ábrázolja. Abdiás, Náhum, Dávid és Mikeás próféták, valamint az éberség, a türelem, a remény és a szeretet erényei vannak hozzárendelve.
A harmadik boltozat a Szentlélek munkáját tematizálja, közepén egy különleges, úgynevezett Szentlélek-nyílás található. A kiegészítő alakok Hóseás, Szofoniás, Habakuk és Aggeus próféták, valamint a hit, a szelídség, az erő és a békesség erényei. A boltozat nyílásából egy a padláson fölé telepített orgona hangja jut be a templom belsejébe.
A negyedik boltozat az Egyház diadalát ábrázolja. A prófétafigurák Malakiást, Jeremiást, Salamont és Joelt, az erényfigurák pedig a becsületet, az egyetértést, a bölcsességet és az igazságot ábrázolják.
Az ötödik boltozat, amely az utolsó a négyezet előtt, a katolikus egyház diadalát jelképezi. Izajás, Ezékiel, Báruk és Zakariás próféták, valamint a szemlélődés, a tisztaság, a befogadókészség és a katolikus vallás erényei vannak hozzá rendelve. A középhajó párkányain egyházatyák és szibüllák ábrázolásai láthatók.
A négyezet belső magassága  48,2 méter, freskója az Atyaistent ábrázolja a mennyben. Tematikailag kapcsolódik az oldalhajókon átívelő nagy kórusfreskóhoz, amely Szent István vértanú megkövezését ábrázolja. A két kereszthajó és az oldalhajók freskói az alattuk lévő oltárokra utalnak.

### A főoltár és a kereszthajó oltárai
A Szent István megkövezését ábrázoló főoltárt 1947 és 1953 között Josef Henselmann készítette, aki 1961-ben a népoltárt is megalkotta.
Az északi kereszthajó oltára 1685-ből, a déli 1688-ból származik, mindkettő Giovanni Battista Carlone alkotása. Az északi oltár oltárképe Szűz Mária mennybemenetelét ábrázolja (valószínűleg Francesco Innozenzo Turriani alkotása), a déli oltár oltárképe pedig Szent Bálint és Szent Maximilian vértanúságát (Frans de Neve alkotása).

### Az oldalhajók oltárai
Az oldalhajók kápolnáiban lévő oltárokat 1685 és 1693 között Giovanni Battista Carlone és műhelye készítette. Sötét színű pillér- és pilaszterkeretezésük van, amelyet szentek visszafogott rózsaszínű stukkófigurái törnek meg. Az oltárképek mindegyike német művészek alkotása, ami abban az időben szokatlannak számított.
A déli oldalhajó kápolnáiban található oltárok sorrendje nyugatról kelet felé: az első kápolnában található Szűz Mária oltára, a másodikban Szent Pál megtérésének oltára Johann Michael Rottmayr festményével (Szent Pál apostol megtérése, 1693), a harmadikban a Szent Márton-oltár Johann Carl Resler von Reslfeld oltárképével, a negyedikben a Születés oltára a Johann Andreas Wolff által festett Pásztorok imádása (1698) című képpel, az ötödik pedig a Szent Sebestyén-oltár egy szintén Rottmayr által festett oltárképpel (Szent Sebestyén megmentése Irén által).
Az északi oldalhajó kápolnáiban nyugatról indulva a következő oltárok találhatók: az első kápolnában Szent Ágnes oltára a tabernákulummal és Rottmayr festményével (Szent Ágnes mártíromsága), a második a Vízkereszt-oltár Johann Caspar Sing oltárképével (A bölcsek imádása, 1697), a harmadik a Szent Katalin-oltár, melynek képét Johann Carl Resler von Reslfeld festette (Szent Katalin misztikus eljegyzés), végül a negyedik kápolnában található a Szent János-oltár a Rottmayr által festett oltárképpel (Keresztelő János lefejezése, 1693).

### Szószék

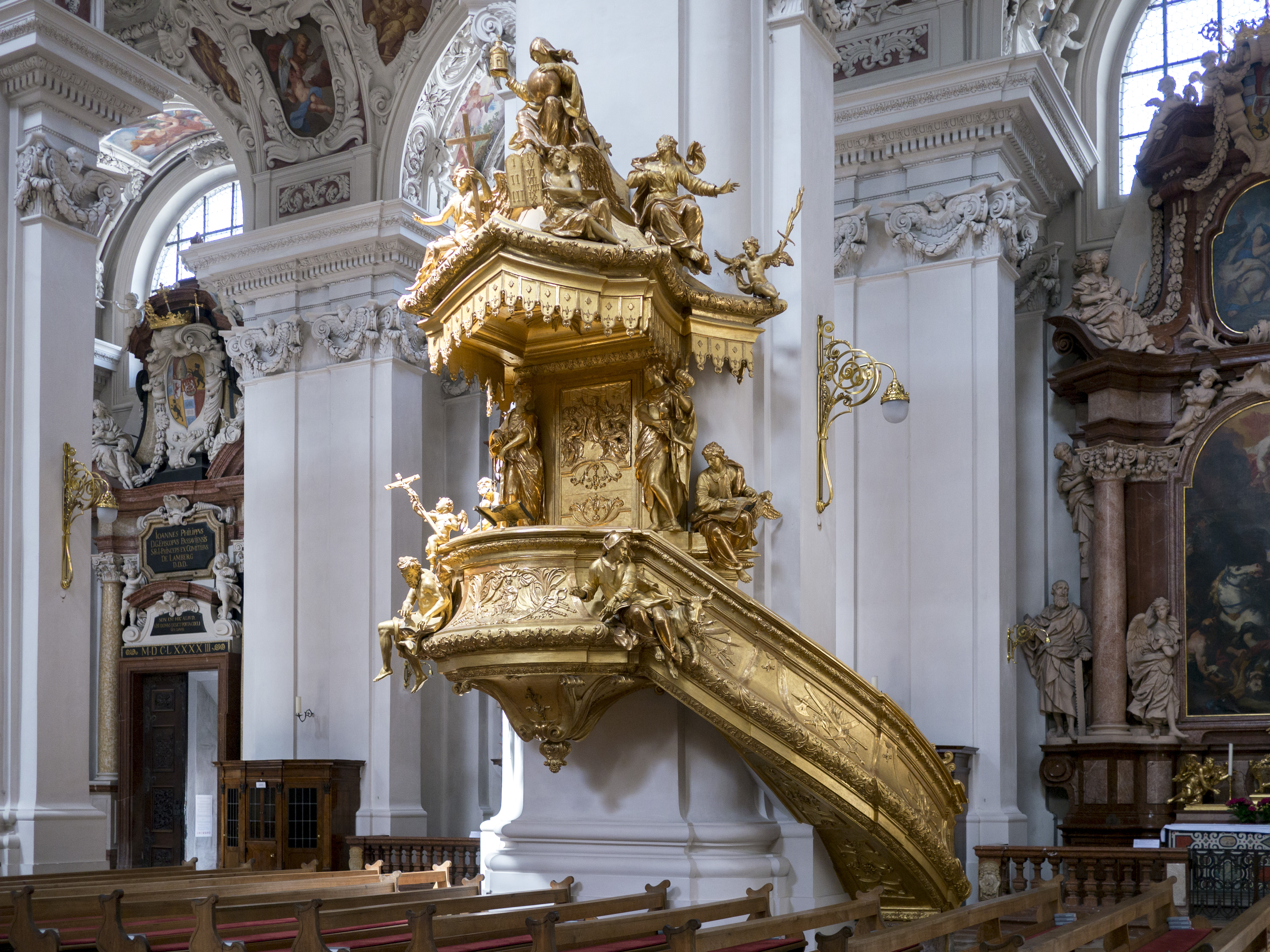
Az aranyozott szószék

A teljes felületén aranyozott szószéket 1722 és 1726 között Johann Georg Series bécsi udvari asztalos készítette. A tervrajzot valószínűleg a neves építész, Johann Lucas von Hildebrandt készítette. Az aranyozott fafigurák a Georg Raphael Donner köréből származó kiváló alkotások. A négy evangélista a szószéktest ívelt peremén és az oldalsó talapzaton ül. Két női alak Jézus szenvedésének eszközeit mutatja be. Közöttük egy dombormű a fiú Jézus templomi prédikációját mutatja be. Az Ó- és Újszövetség szimbólumait ábrázoló angyalok a lambrequin-füzérekkel díszített hangvetőn pihennek. A tetején Ecclesia allegorikus alakja áll, kezében földgömböt és a templom makettjét tartva.

## Orgona

### Története
Az első késő gótikus orgona már 1467/1471-ben megépült Ulrich von Nußdorf hercegpüspök alatt, valószínűleg Wolfgang Ruerdorff orgonaépítő által. Az 1662-es városi tűzvészben (a forrástól függően) két vagy négy orgona semmisült meg. Ezért 1688-ban Leopold Freundt passaui orgonaépítő mester új orgonát épített a nyugati karzaton. 1715-ben Johann Ignaz Egedacher orgonaépítő két ún. fecskefészek-orgonát épített, melyek a négyezet keresztpillérein helyezkednek el, mintaképük valószínűleg a salzburgi dóm hasonló kialakítása lehetett. A főorgona pompás barokk tokját valószínűleg Joseph Matthias Götz passaui szobrász faragta 1731-ben, a mellékorgonákét pedig Joseph Hartmann 1718-ban. Amikor 1858-ban a székesegyházat felújították, ezeket a nyugati oldalsó karzatra helyezték át. Miután elégtelennek bizonyult, 1731-ben Johann Ignaz Egedacher új főorgonát épített. Újabb szerkezet épült 1886 és 1890 között, miután a régi orgonát már 1862-ben és 1871-ben is javítani kellett, és Franz Miloche udvari karmester 1885-ben ismét a régi károsodására figyelmeztetett.
A gondozás hiánya és a technikai elhasználódás miatt azonban idővel ez az orgona is egyre használhatatlanabbá vált, így 1924-ben az oettingeni Steinmeyer cégnek kellett újat építenie. Ezt 1928 pünkösdjén avatták fel, az új szerkezettel ,ár az összes korábbit is egyszerre lehetett megszólaltatni.  208 regiszterével a világ legnagyobb orgonája volt, mielőtt az Atlantic City Convention Hall 1929 és 1932 között épült orgonája egyértelműen felülmúlta volna. 1930-tól kezdve az elektromos rendszereket korszerűsítették, és a specifikáció 1971-re feljavult.

A mai öt orgona, amelyeket 1978-1984 és 1993 között a passaui Eisenbarth orgonaépítő cég épített, a világ legnagyobb székesegyházi orgonáját alkotja, összesen 229 regiszterrel és 17 974 síppal rendelkezik. 2020-ban kezdődött meg az 5 évre tervezett, több szakaszból álló felújítása, melynek összköltségét 6,25 millió euróra becsülték.

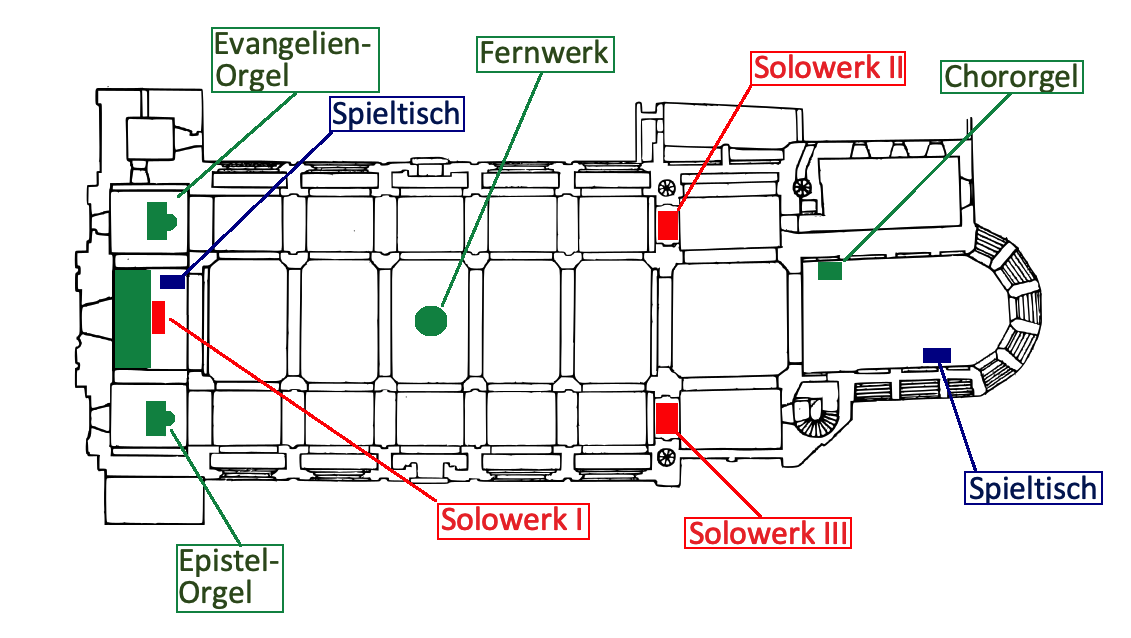
Az orgonák elhelyezkedése
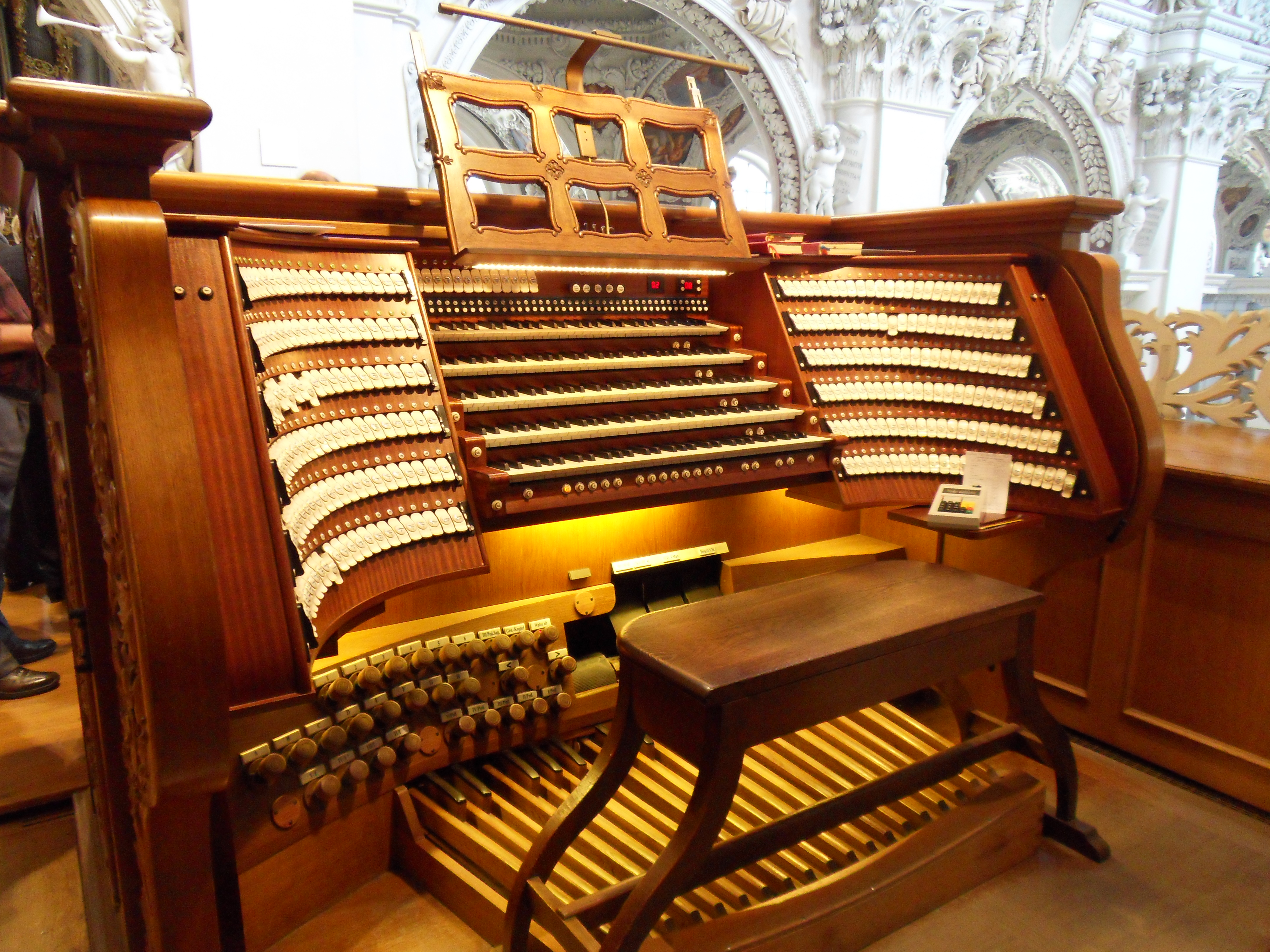
A játszóasztal
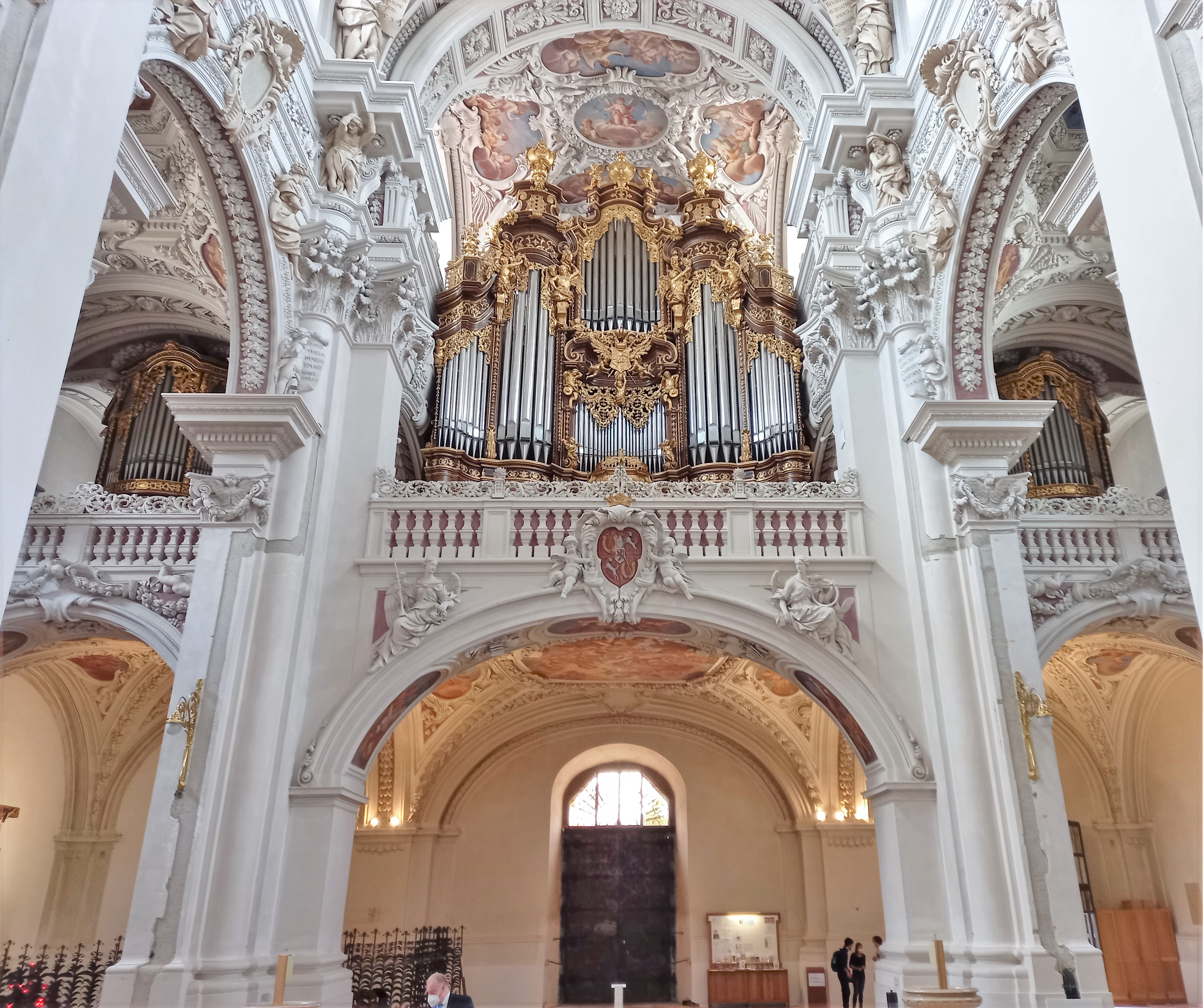
A karzat orgonái
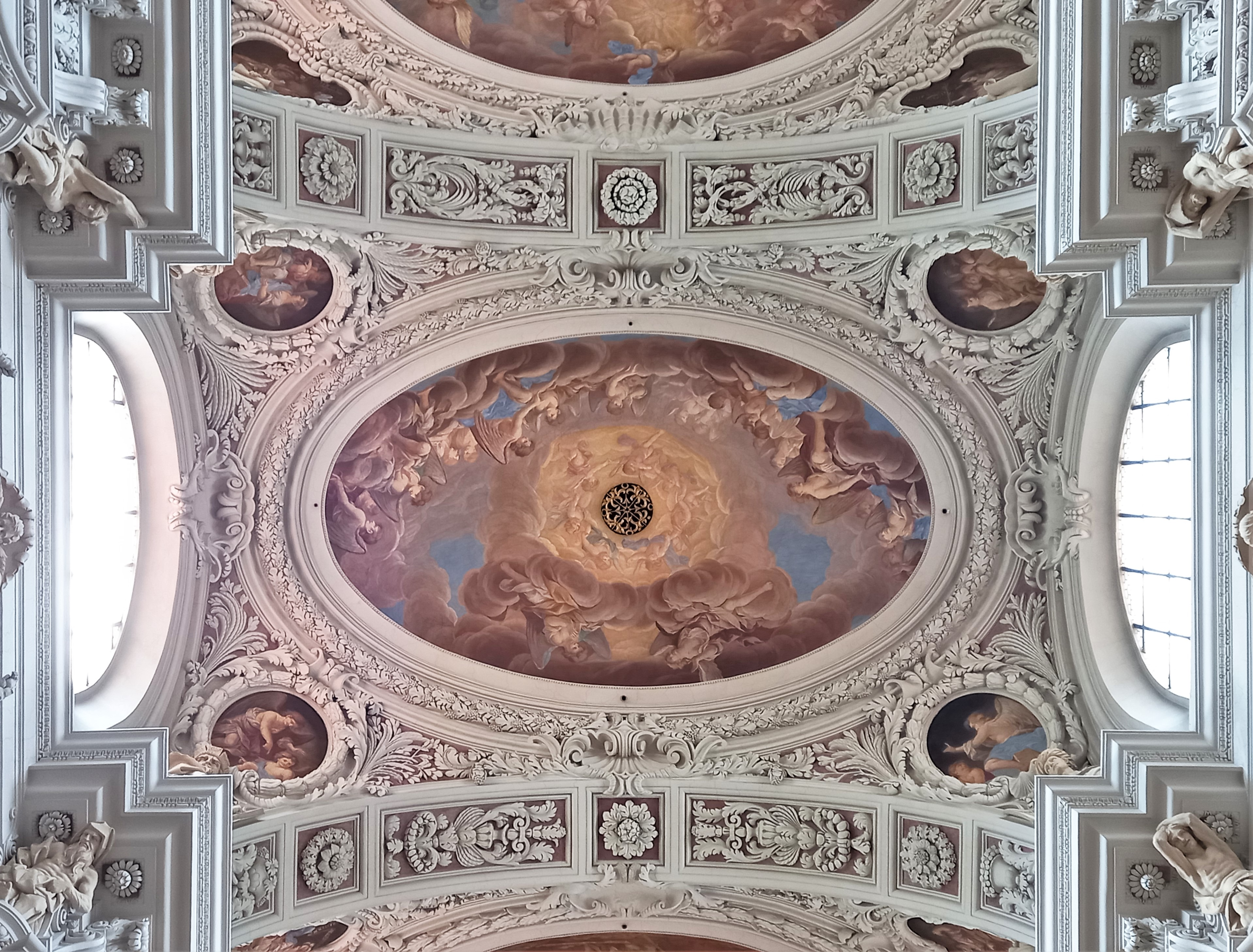
A boltozat fölötti orgona hangnyílása
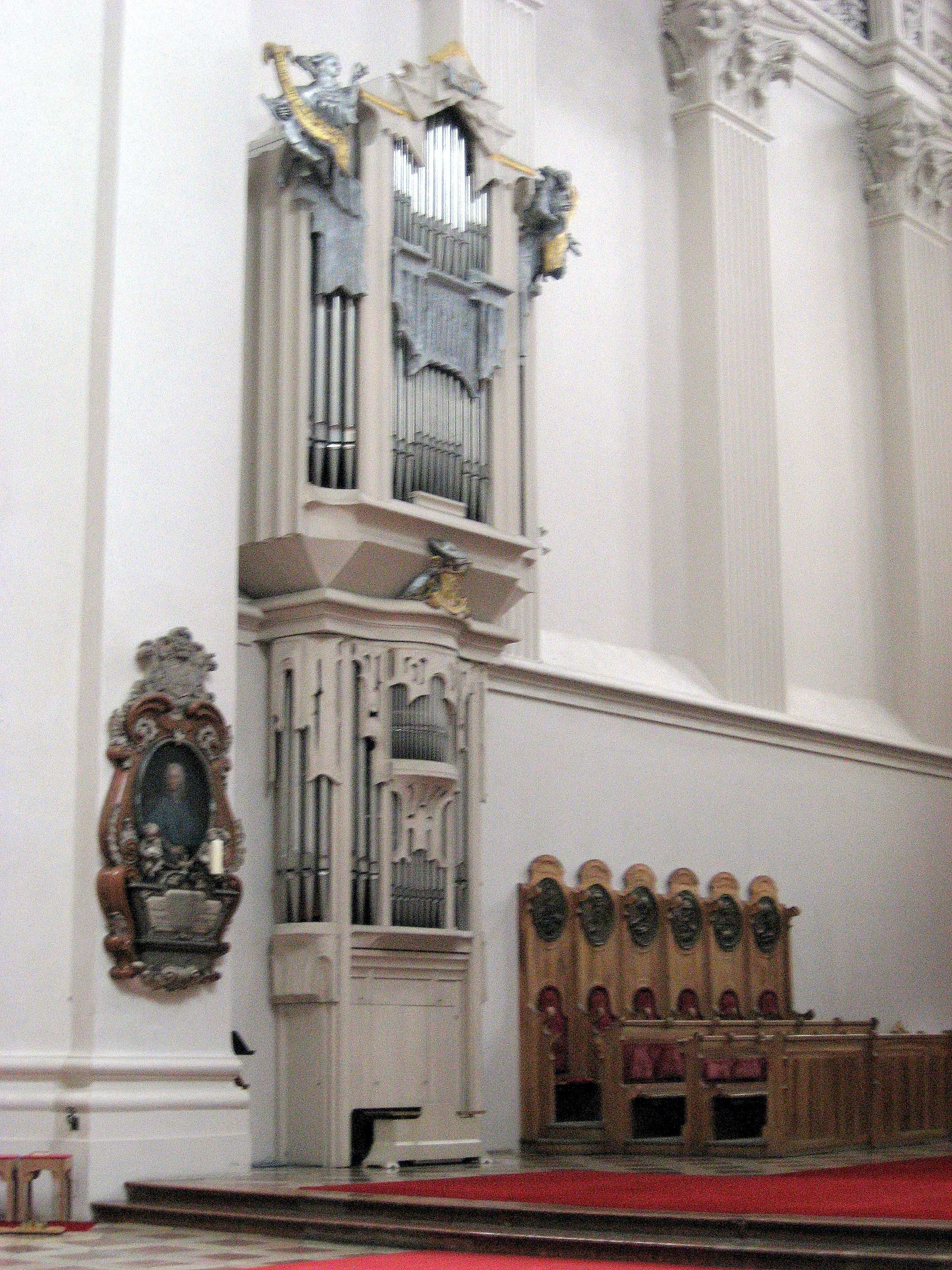
A kórus orgonája

### A dóm orgonistái
- 1463 előtt: Berthold Mörli
- 1465: Konrad Wilholzer
- Paulus Hofheimer (* 1459, † 1537)
- Hans Schachinger (* 1485 Passau, † 1558 körül, München?)
- 1599-ig: Matheus Klele († 1600)
- 1599–1613: Salomon Waldhofer
- 1613–1636: Urban Loth (* 1580 Passau, † 1636 Passau)
- 1637–1665: Georg Kopp (* 1610 körül, † 1666 Passau?)
- 1665–1669: Tiburtius Winkler († 1669)
- 1669–1670: Stanislaus Baranski
- 1670?: Ifjabb Tiburtius Benno (* 1657 Passau)
- 1670–?: Sebastian Mehringer
- 1676–1696: Gottfried Keck (* 1646 Passau, † 1696 Passau)
- 1697–1710: Johann Georg Christoph Rieger († 1717)
- 1710–1727: Johann Amand. Hirschberger
- 1728–1745: Franz Anton Hugl (* 1706 Buchau, † 1745 Passau)
- 1745–1783: Vinzenz Schmidt (* 1714, † 1783 Passau)
- 1783: Kasimir Hermann
- 1784–1830: Idősebb Ignaz Seidl (* 1753, † 1830 Passau)
- 1830–1844: Ifjabb Ignaz Seidl (* 1796, † 1848 Passau)
- 1844–1845: Franz Xaver Bauer (* 1818, † 1896 Neuötting)
- 1845–1876: Franz Sittl (* 1822 Passau, † 1878 Passau)
- 1876–1890: Clemens Bachstefel (* 1850 Neuötting, † 1923 Passau)
- 1891–1896: Max Pamler (* 1868, † 1955 Marienstatti apátság)
- 1896–1900: Ludwig Muckenthaler (* 1872 Holzberg, † 1909 München)
- 1900–1914: Leopold Ecker (* 1876 Törring, † 1951 Waldkirchen)
- 1914–1917: Ernest Piechler (* 1881 Osterhofen, † 1945 Forchheim)
- 1918–1927: Johann Kühberger (* 1889 Passau, † 1957 Passau)
- 1927–1945: Otto Dunkelberg (* 1900 Hann. Münden, † 1964 Köln-Klettenberg)
- 1946–1952: Max Tremmel (* 1902 Passau, † 1980 Passau)
- 1952–1992: Walther R. Schuster (* 1930 Eger, † 1992 Passau)
- 1992–2003: Hans Leitner (* 1961 Traunstein)
- 2003-tól: Ludwig Ruckdeschel (* 1968 München)[18]

## Harangok
A passaui dómnak nyolc harangja van. A jelenlegi összhangzat lényegében még mindig az 1684-es történelmi összeállítást tükrözi, amely szintén nyolc harangból állt. A harangok többségét azonban azóta lecserélték vagy újraöntötték. A tornyok 1897-es átalakítása óta a neobarokk főhomlokzattal ellátott nyolcszög alaprajzú hozzáépítéseket is harangfülkékként alakították ki, így mindkét toronyban egyenként két harangszék található. 27 750 kilogrammos össztömegével a délnémet terület egyik legjelentősebb hangzásával büszkélkedhet. Legnagyobb harangja, a 7850 kg tömegű Pummerin (amely nem tévesztendő össze az azonos nevű híres bécsi haranggal) a 6. legnagyobb Bajorországban, és a 32. Németországban.
| Számozás | Név           | Öntés éve | Harangöntő                           | Tömeg   | Átmérő  | Hangmagasság | Torony |
| -------- | ------------- | --------- | ------------------------------------ | ------- | ------- | ------------ | ------ |
| 1        | Pummerin      | 1952      | Rudolf Perner harangöntödéje, Passau | 7850 kg | 2320 mm | fis0 −8      | Déli   |
| 2        | Misericordia  | 1999      | Rudolf Perner harangöntödéje, Passau | 5950 kg | 2180 mm | g0 −5        | Északi |
| 3        | Stürmerin     | 1733      | Nikolaus Drackh, Passau              | 5600 kg | 2100 mm | a0 −8        | Déli   |
| 4        | Dignitär      | 1897      | Lorenz harangöntöde, Passau          | 3375 kg | 1730 mm | h0 −3        | Északi |
| 5        | Predigerin    | 1896      | Lorenz harangöntöde, Passau          | 2400 kg | 1540 mm | cis1 −2      | Északi |
| 6        | Angelusglocke | 1897      | Lorenz harangöntöde, Passau          | 1250 kg | 1250 mm | e1 −3        | Északi |
| 7        | Elfuhrglocke  | 1896      | Lorenz harangöntöde, Passau          | 0800 kg | 1120 mm | fis1 −5      | Északi |
| 8        | Chorglocke    | 1951      | Rudolf Perner harangöntödéje, Passau | 0525 kg | 0995 mm | a1 −8        | Északi |

A történelmi együttesben két másik harang is szerepelt. Az Amtglockét 1917-ben távolították el, és anyagát ágyúgolyók gyártásához használták fel. A Sterbeglocke 1952 óta a Szent Szeverin temetőkápolnában lóg. A kilencedik harang a székesegyház sekrestyeajtója mellett található, tömege 26 kg.

## Galéria

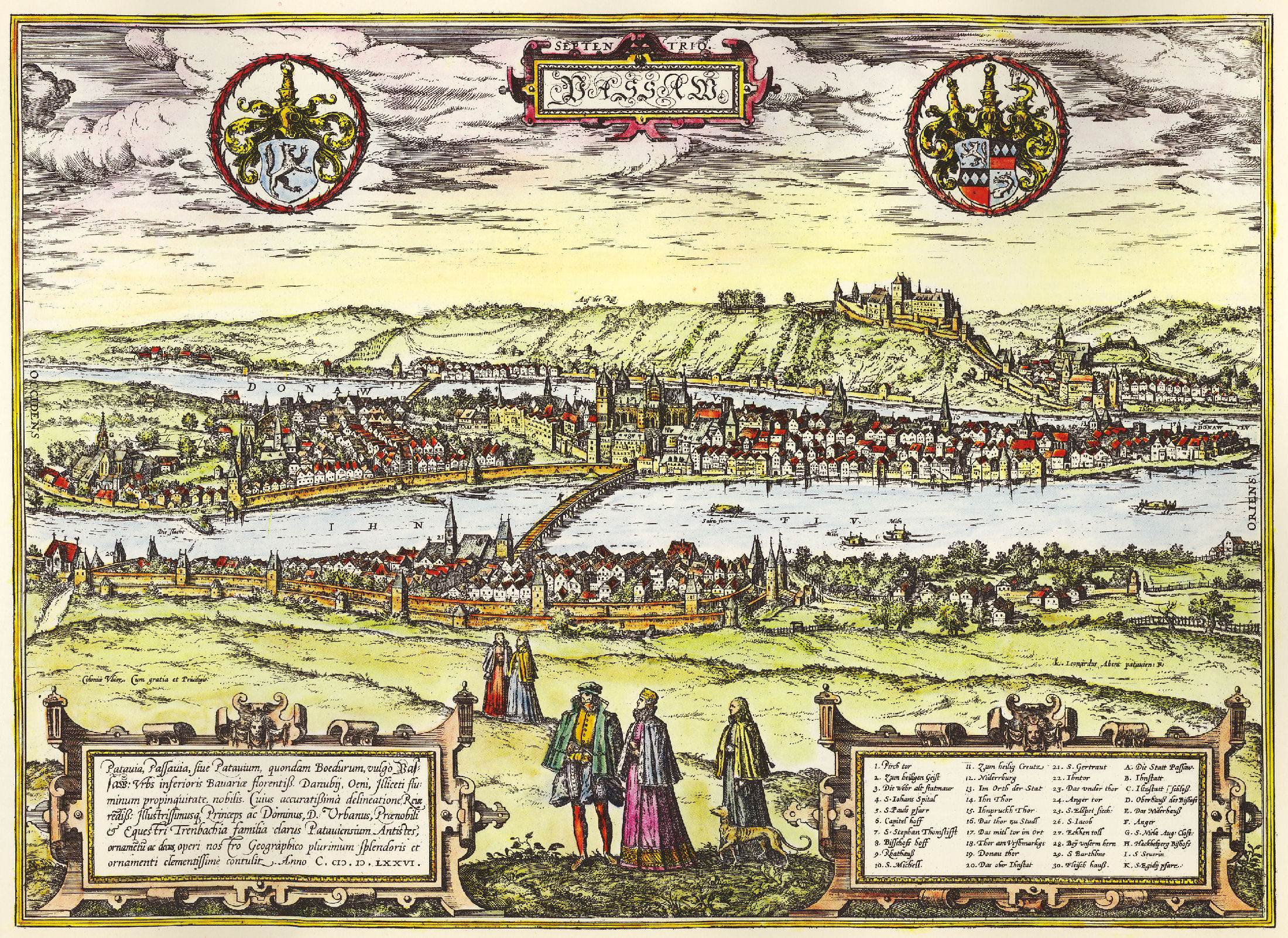
Passau látképe 1600-ban. Középen az előző gótikus templom
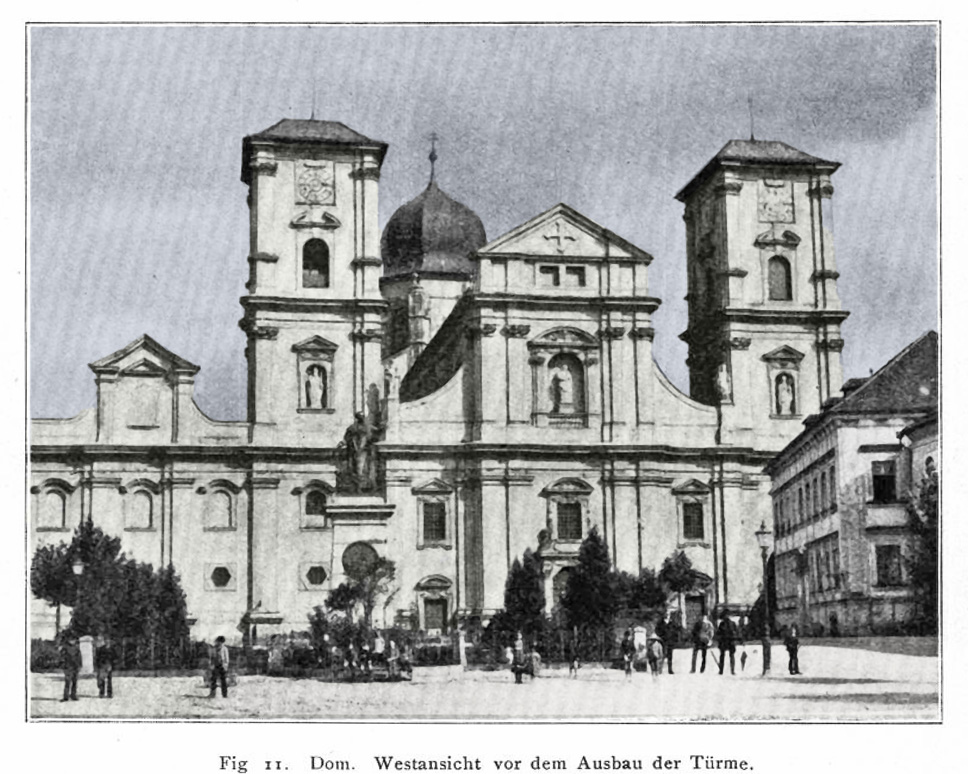
A dóm és a csonka tornyok 1890-ben
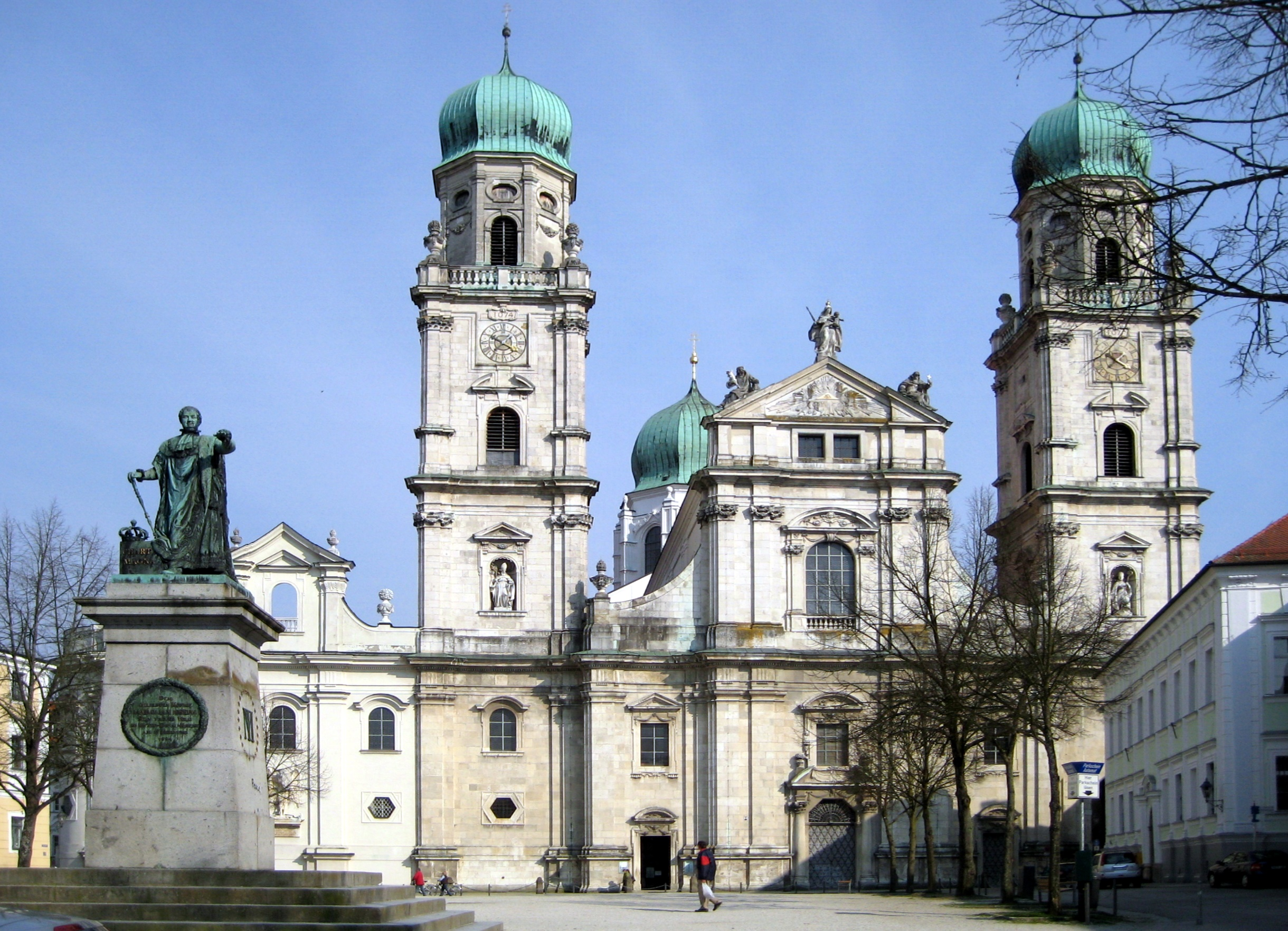
A barokk főhomlokzat a felújítás előtt
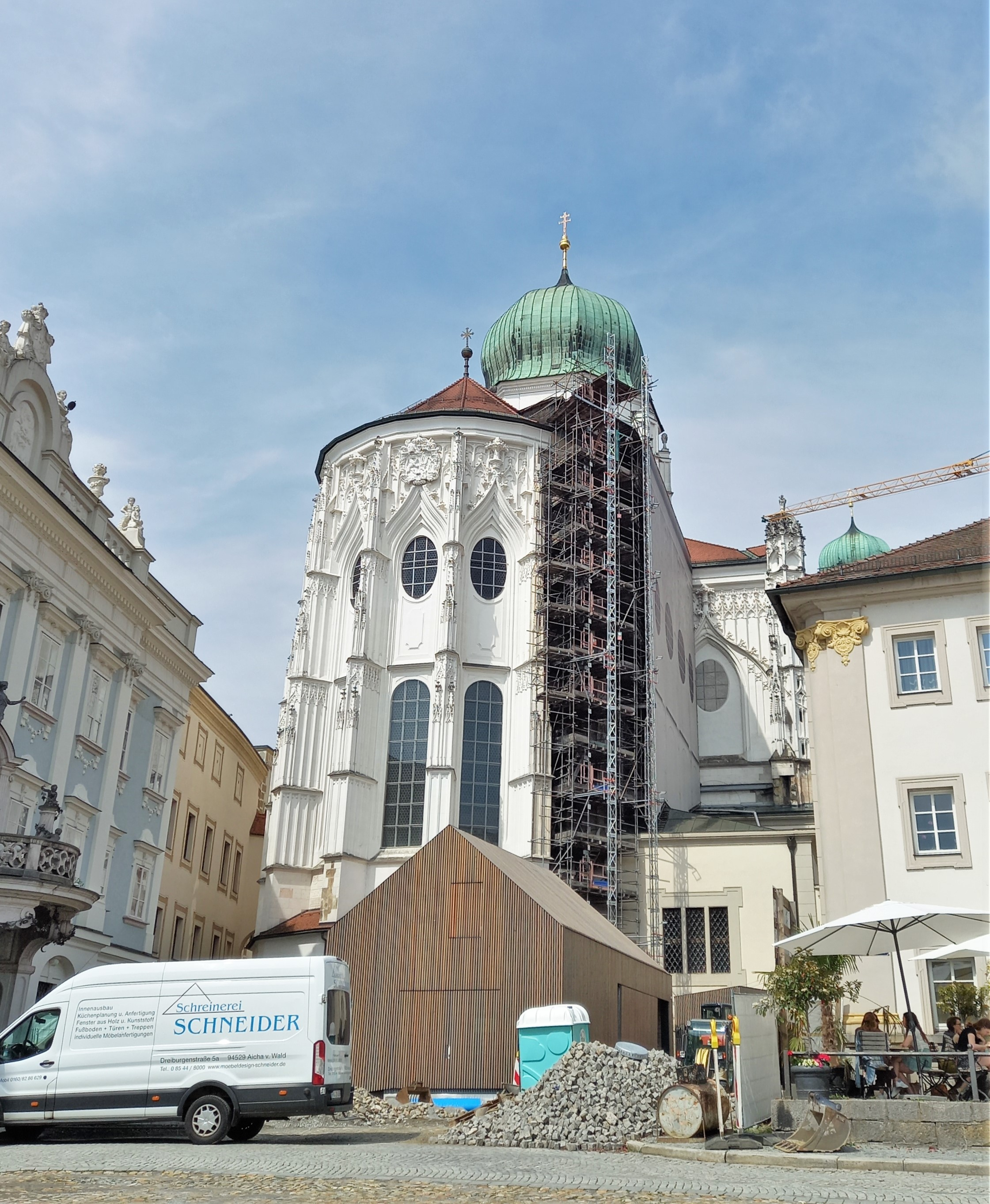
A gótikus szentély felújítás alatt
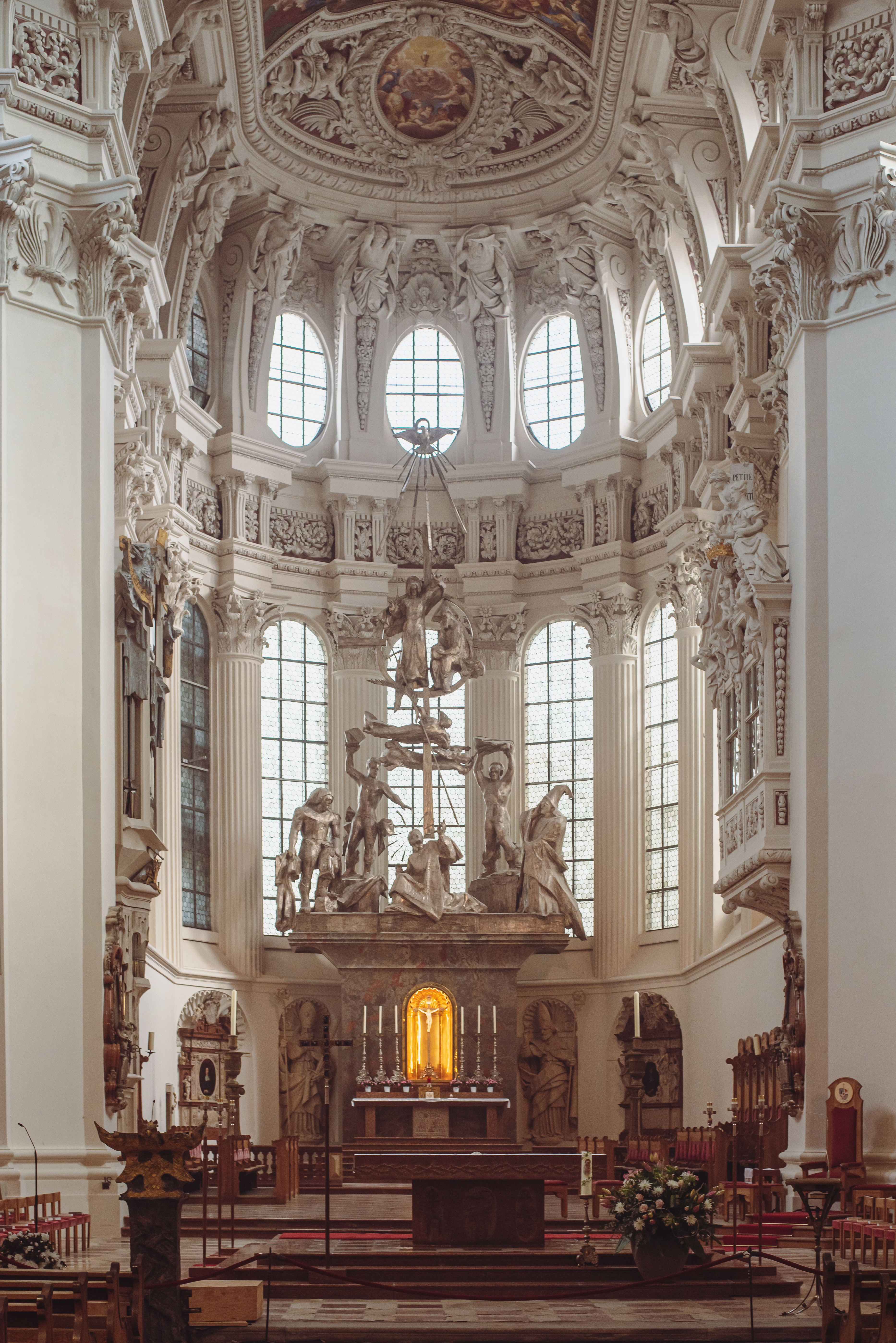
A szentély és a főoltár
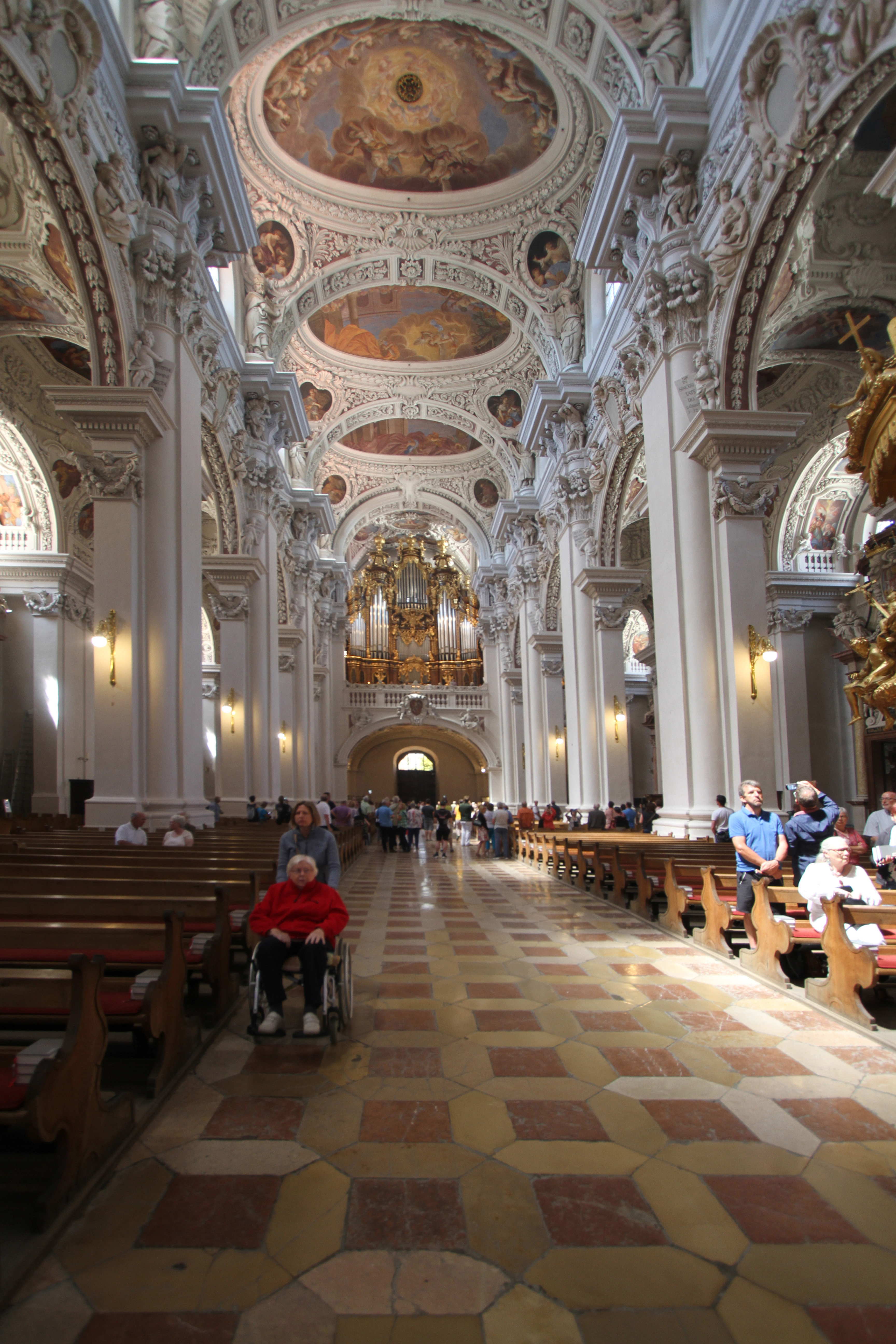
A főhajó és a karzat
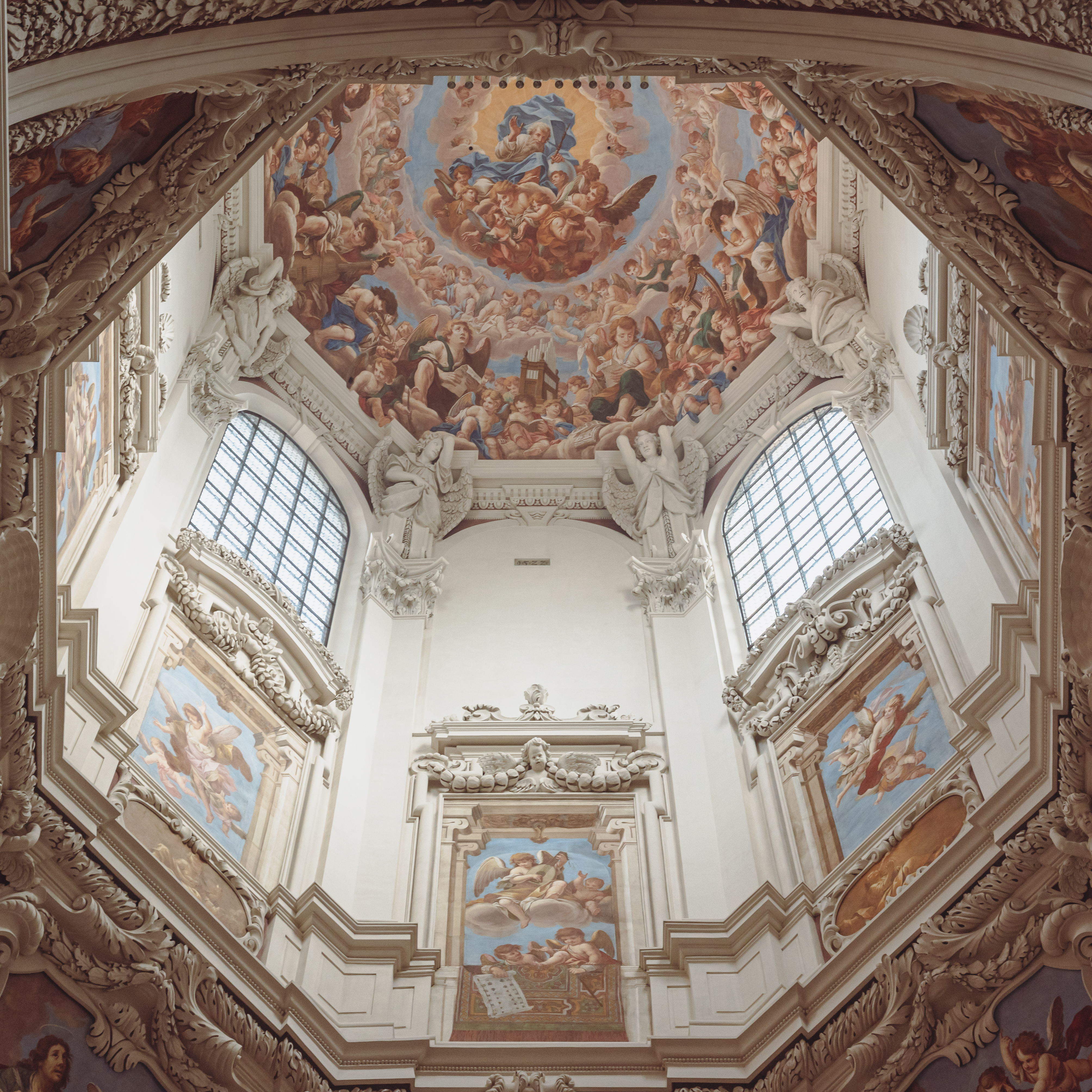
A négyezeti kupola
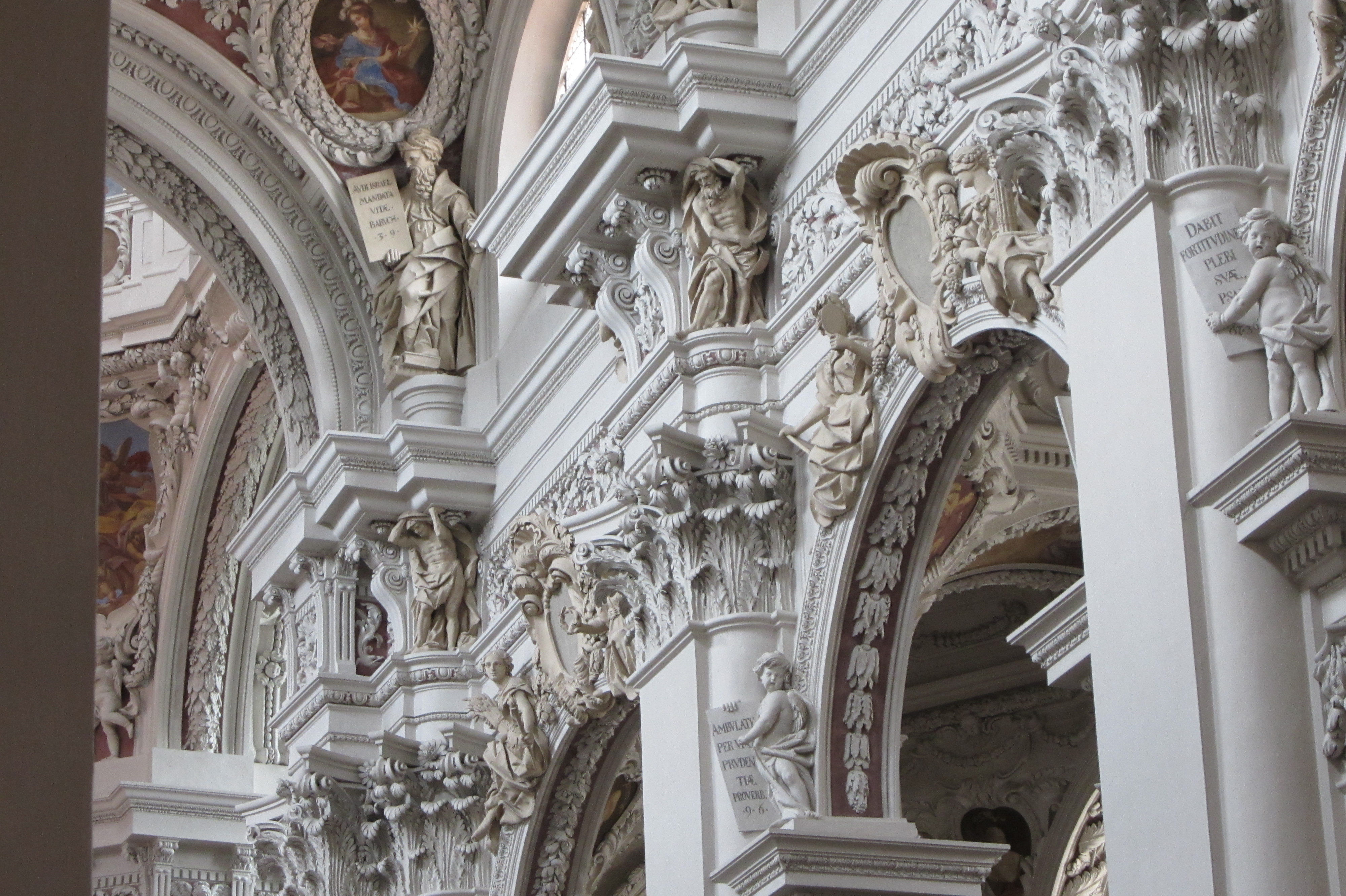
Gazdag stukkódíszítések

## Fordítás
- Ez a szócikk részben vagy egészben  a   Dom St. Stephan című német Wikipédia-szócikk ezen változatának fordításán alapul.  Az eredeti cikk szerkesztőit annak laptörténete sorolja fel. Ez a jelzés csupán a megfogalmazás eredetét és a szerzői jogokat jelzi, nem szolgál a cikkben szereplő információk forrásmegjelöléseként.